# Estefanía Soriano
Estefanía Soriano (1 de octubre de 1996) es una deportista dominicana que compite en judo.
Ganó dos medallas en los Juegos Panamericanos, en los años 2019 y 2023, y tres medallas en el Campeonato Panamericano de Judo entre los años 2013 y 2022.

## Palmarés internacional
| Juegos Panamericanos    | Juegos Panamericanos  | Juegos Panamericanos | Juegos Panamericanos |
| Año                     | Lugar                 | Medalla              | Categoría            |
| ----------------------- | --------------------- | -------------------- | -------------------- |
| 2019                    | Lima (Perú)           | Medalla de oro       | –48 kg               |
| 2023                    | Santiago (Chile)      | Medalla de bronce    | Equipo mixto         |
| Campeonato Panamericano |                       |                      |                      |
| Año                     | Lugar                 | Medalla              | Categoría            |
| 2013                    | San José (Costa Rica) | Medalla de bronce    | –44 kg               |
| 2014                    | Guayaquil (Ecuador)   | Medalla de plata     | –44 kg               |
| 2022                    | Lima (Perú)           | Medalla de bronce    | –48 kg               |